# DHB Supercup
De DHB-Supercup is een wedstrijd tussen de winnaar van de DHB-Pokal en de Duitse landskampioen. Het komt ook voor dat de landskampioen ook de DHB-Pokal veroverd, dan speelt het team dat de finale van de DHB-Pokal heeft gespeeld.
Sinds 2008 bestaat er ook een DHB-Supercup voor vrouwen.

## Wedstrijden

### Mannen
| Jaar | Datum       | Plaats     | Teams                                               | Score     |
| ---- | ----------- | ---------- | --------------------------------------------------- | --------- |
| 1994 | 17 augustus | Koblenz    | THW Kiel (L) - SG Wallau (B)                        | 20-24     |
| 1995 | 2 september | Kiel       | THW Kiel (L) - TBV Lemgo (B)                        | 27-24     |
| 1996 | 8 september | Berlijn    | THW Kiel (L) - SC Magdeburg (B)                     | 23-26     |
| 1997 | 6 september | Hamburg    | TBV Lemgo (L+B) - SG Flensburg-Handewitt (VL)       | 35-33     |
| 1998 | 6 september | Koblenz    | THW Kiel (L+B) - TV Niederwürzbach (VB)             | 22-20     |
| 1999 | 19 augustus | Hannover   | THW Kiel (L+B) - TBV Lemgo (VB)                     | 24-25     |
| 2000 | 9 augustus  | Hannover   | THW Kiel (L+B) - SG Flensburg-Handewitt (VB)        | 19-20     |
| 2001 | 5 september | Hannover   | SC Magdeburg (L) - VfL Bad Schwartau (B)            | 28-25     |
| 2002 | 4 september | Hannover   | THW Kiel (L) - TBV Lemgo (B)                        | 26-34     |
| 2003 | 27 augustus | Dessau     | TBV Lemgo (L) - SG Flensburg-Handewitt (B)          | 32-28     |
| 2004 | 8 september | Dessau     | SG Flensburg-Handewitt (L+B) - HSV Hamburg (VB)     | 24-25     |
| 2005 | 30 august   | München    | THW Kiel (L) - SG Flensburg-Handewitt (B)           | 36-34     |
| 2006 | 22 augustus | München    | THW Kiel (L) - HSV Hamburg (B)                      | 35-39     |
| 2007 | 21 augustus | München    | THW Kiel (L+B) - SG Kronau-Östringen (VB)           | 41-31     |
| 2008 | 30 augustus | München    | THW Kiel (L+B) - HSV Hamburg (VB)                   | 33-28     |
| 2009 | 1 september | Nürnberg   | THW Kiel (L+B) - HSV Hamburg (VL)                   | 28-35     |
| 2010 | 24 augustus | München    | THW Kiel (L) - HSV Hamburg (B)                      | 26-27     |
| 2011 | 30 augustus | München    | HSV Hamburg (L) - THW Kiel (B)                      | 23-24     |
| 2012 | 21 augustus | München    | THW Kiel (L+B) - SG Flensburg-Handewitt (VL+VB)     | 29-26     |
| 2013 | 20 augustus | Bremen     | THW Kiel (L+B) - SG Flensburg-Handewitt (VL+VB)     | 26-29     |
| 2014 | 19 augustus | Stuttgart  | THW Kiel (L) – Füchse Berlin (B)                    | 24-18     |
| 2015 | 19 augustus | Stuttgart  | THW Kiel (L) – SG Flensburg-Handewitt (B)           | 27-26     |
| 2016 | 31 augustus | Stuttgart  | Rhein-Neckar Löwen (L) – SC Magdeburg (B)           | 27-24     |
| 2017 | 23 augustus | Stuttgart  | Rhein-Neckar Löwen (L) – THW Kiel (B)               | 33-31(NV) |
| 2018 | 22 augustus | Düsseldorf | SG Flensburg-Handewitt (L) – Rhein-Neckar Löwen (B) | 26-33     |
| 2019 | 21 augustus | Düsseldorf | SG Flensburg-Handewitt (L) – THW Kiel (B)           | 32-31(NV) |
| 2020 | 2 september | Düsseldorf | THW Kiel (L) – SG Flensburg-Handewitt (VL)          |           |

Afkortingen: L = Landskampioen, B = Bekerwinnaar, VL = Vice-landskampioen, VB = Vice-bekerwinnaar,

### Vrouwen
| Jaar | Datum       | Plaats                 | Teams                                    | Score |
| ---- | ----------- | ---------------------- | ---------------------------------------- | ----- |
| 2008 | 30 december | Koblenz                | 1. FC Nürnberg (L) – HC Liepzig (B)      | 30-34 |
| 2009 | 27 december | Rotenburg an der Fulda | HC Liepzig (L) – VfL Oldenburg (B)       | 28-30 |
| 2015 | 6 september | Nordhausen             | Thüringer HC (L) – Buxehuder SV (B)      | 24-22 |
| 2016 | 4 september | Nordhausen             | Thüringer HC (L) – HC Liepzig (B)        | 22-21 |
| 2017 | 3 september | Hamburg                | SG BBM Bietigheim (L) – Buxehuder SV (B) | 30-22 |
| 2018 | 1 september | Nordhausen             | Thüringer HC (L) – VfL Oldenburg (B)     | 35-23 |
| 2019 | 31 augustus | Ludwigsburg            | SG BBM Bietigheim (L) – Thüringer HC (B) | 27-26 |

Afkortingen: L = Landskampioen, B = Bekerwinnaar, VL = Vice-landskampioen, VB = Vice-bekerwinnaar,